# Pauluskerk (Oudkerk)
De Pauluskerk in het Friese dorp Oudkerk (Aldtsjerk) is een van oorsprong romaans kerkgebouw uit de 12e eeuw.

## Beschrijving
De kerk is gebouwd met kloostermoppen en deels tufsteen. Het gebouw bevindt zich op een hoog kerkhof en was gewijd aan Paulus.

### Exterieur
De noordmuur van het schip heeft nog een aantal boogfriezen met lisenen dat de romaanse aard van het gebouw laat zien. Deze muur heeft twee rondboogvenster uit de 19e eeuw, waarvan het venster dat het dichtst bij de toren zit gedeeltelijk schuilgaat achter het fronton van de nieuwe ingang. Ook de zuidmuur bevat nog een paar boogfriezen. Deze zijde heeft vier rondboogvensters uit de 19e eeuw met een kleiner venster boven de ingang die tot 1750 in gebruik was. Aan beide zijden zitten bogen in het metselwerk die kunnen wijzen op de vroegere aanwezigheid van een transept, zoals ook het transept bij de Mariakerk van Oenkerk verwijderd is. Het koor van de kerk is vijfzijdig gesloten. In de 19e eeuw is het koor bepleisterd en sindsdien heeft het een okergele kleur. De buitenste twee zijden van de koorsluiting zijn ook voorzien van rondboogvensters.
De zadeldaktoren dateert uit het begin van de 13e eeuw en bestaat uit kloostermoppen en tufsteen. De toren is enigszins opgenomen in de kerk doordat het schip de noord- en zuidmuur van de toren voor een deel omgeeft. De oostelijk topgevel doet romanogotisch aan door de klimmende spaarvelden met siermetselwerk. Net onder deze spaarvelden bevindt zich een boogfries, dit boogfries zet zich voort aan de noordelijke en zuidelijke kant. Hieronder zitten de galmgaten met galmborden. Enkel de westmuur van de toren wijkt wat af van het romaanse uiterlijk door de ommanteling en verhoging van de toren uit 1721. Muurankers met dit jaartal herinneren hier duidelijk aan. Zowel de zuid-, west- als noordmuur heeft een wijzerplaat, al zit deze op de westmuur wel iets hoger. In de toren hangen twee klokken, een uit 1611 van de hand van Gregorius van Hall en een uit 1671 van de hand van Petrus Overney. Het mechanisch torenuurwerk is vervaardigd door G. de Looze te Leeuwarden in 1894. Later werd de toren voorzien van een elektrisch mechanisme. Net als bij de Michaëlkerk van Anjum bevindt zich onder de toren een ruimte die dienst deed als cachot, in de volksmond 'it hounehok’ (het hondenhok).

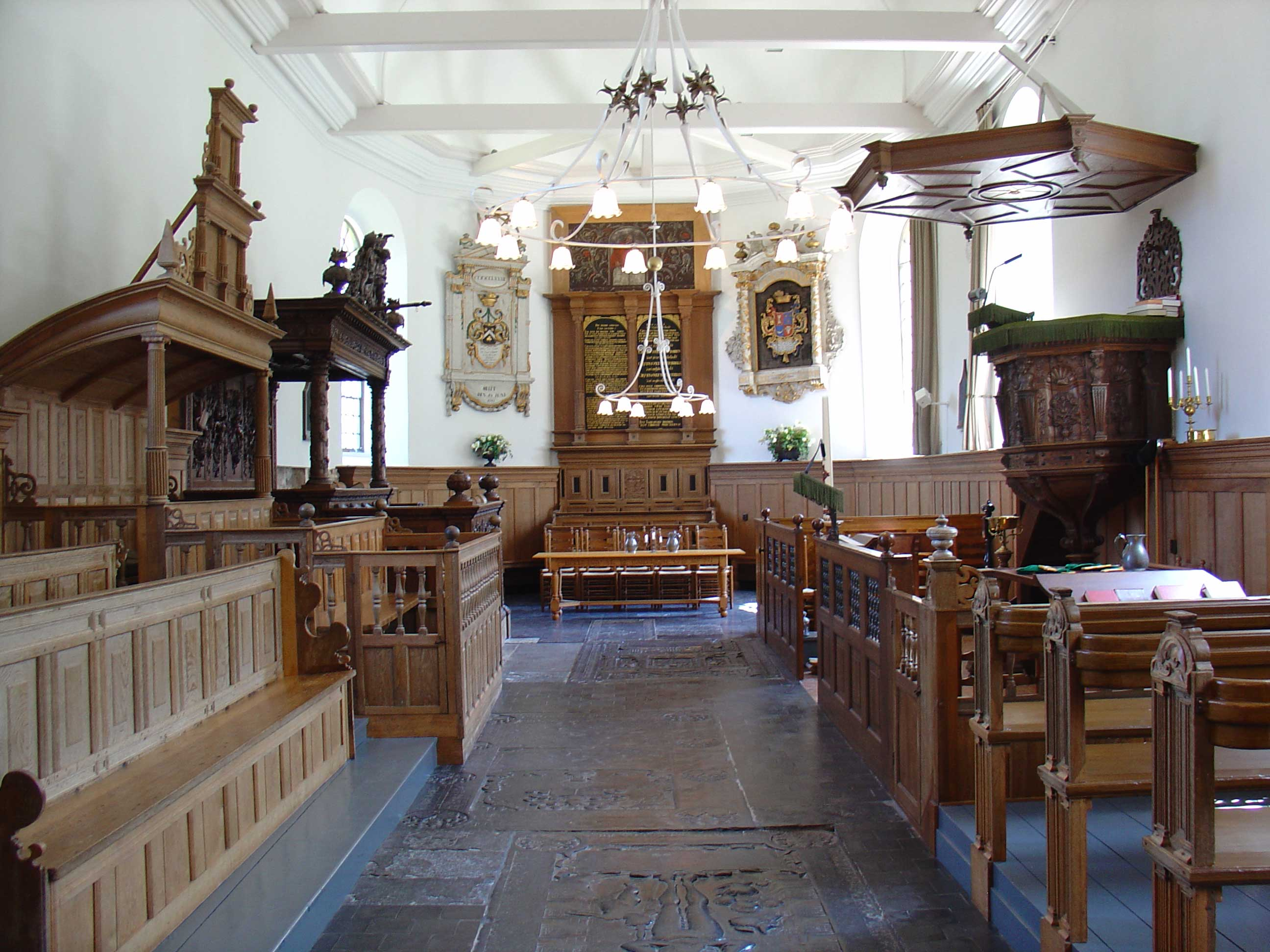
Het interieur van de Pauluskerk met rechts de preekstoel, links de herenbanken van de families Van Heemstra en Van Sminia en centraal de bank van Meckema van Aylva

### Interieur
De kerk heeft een houten tongewelf dat ondersteund wordt met trekbalken. De kerk heeft lambrisering en is verder wit gepleisterd. De noordmuur heeft nog een klein nisje dat mogelijk dienst heeft gedaan als hagioscoop. De preekstoel is tegen de zuidmuur geplaatst en is in het bezit van een klankbord en doophek. De preekstoel dateert uit 1650 en is versierd met houtsnijwerk uit de Vlaamse renaissance. Een van de panelen is beschilderd met een gebed: 'Och Godt laet van dees plaets U woort rycklick vaartvlieten en wilt daer by u geest oock crachtelick wt gieten.' Onder de preekstoel staat een doopbekken, eveneens uit 1650, van de hand van Lidde Cartens. In de dooptuin bevindt zich ook nog een zachtrose steen die gezien de beeltenis van een staf mogelijk een grafsteen van een priester is geweest. 
Tegenover de preekstoel staan twee herenbanken opgesteld tegen de noordmuur. De westelijke bank heeft drie rijen en heeft een overhuiving. Hij is waarschijnlijk in 1630 gemaakt voor Feye van Heemstra. De oostelijke bank dateert uit 1700 en is gemaakt voor Hobbe Baerdt van Sminia. Deze 'Sminiabank' is vermoedelijk door Pieter Nauta vervaardigd en is in het bezit van losstaande Lodewijk XVI stoelen. In het koor staat nog een derde herenbank op de plaats van het vroegere altaar. Deze bank behoorde toe aan Scipio Meckema van Aylva en zijn vrouw Luts van Eysinga. Scipio was grietman van Tietjerksteradiel en was onder andere eigenaar van de Tammingaborg te Hornhuizen. Luts was afkomstig van de Eysingastate te Oentsjerk. Ze behoorden eigenlijk tot de gemeente van Oentsjerk, maar de kerk van Oudkerk was dichterbij. Boven deze bank hangt een schilderij uit 1637 van Mozes op de berg Sinaï met de stenen tafelen met de Tien geboden duidelijk opgeschreven.
Links van de bank van Meckema van Aylva hangt het rouwbord voor mr. Willem van Vierssen († 1782) en rechts hangt het rouwbord voor Johannes Rhala van Sminia († 1734). In het gangpad liggen nog enkele grafzerken van de families Van Heemstra en Van Sminia. Laatstgenoemde familie had ook een grafkelder onder de preekstoel. De laatste bijzetting vond plaats in 1820, daarna kregen zij grafkelders op het kerkhof. 
De kerkbanken voor de vrouwelijke en de mannelijke gemeenteleden worden van elkaar gescheiden door het gangpad. Aan de zuidkant staan de banken voor de vrouwen dwars tegen de muur, deze banken hebben een open rugleuning voor de rokken. Aan de noordkant staan de banken voor de mannen parallel aan de muur, deze banken zijn voorzien van lezenaars. Zij konden immers lezen. 

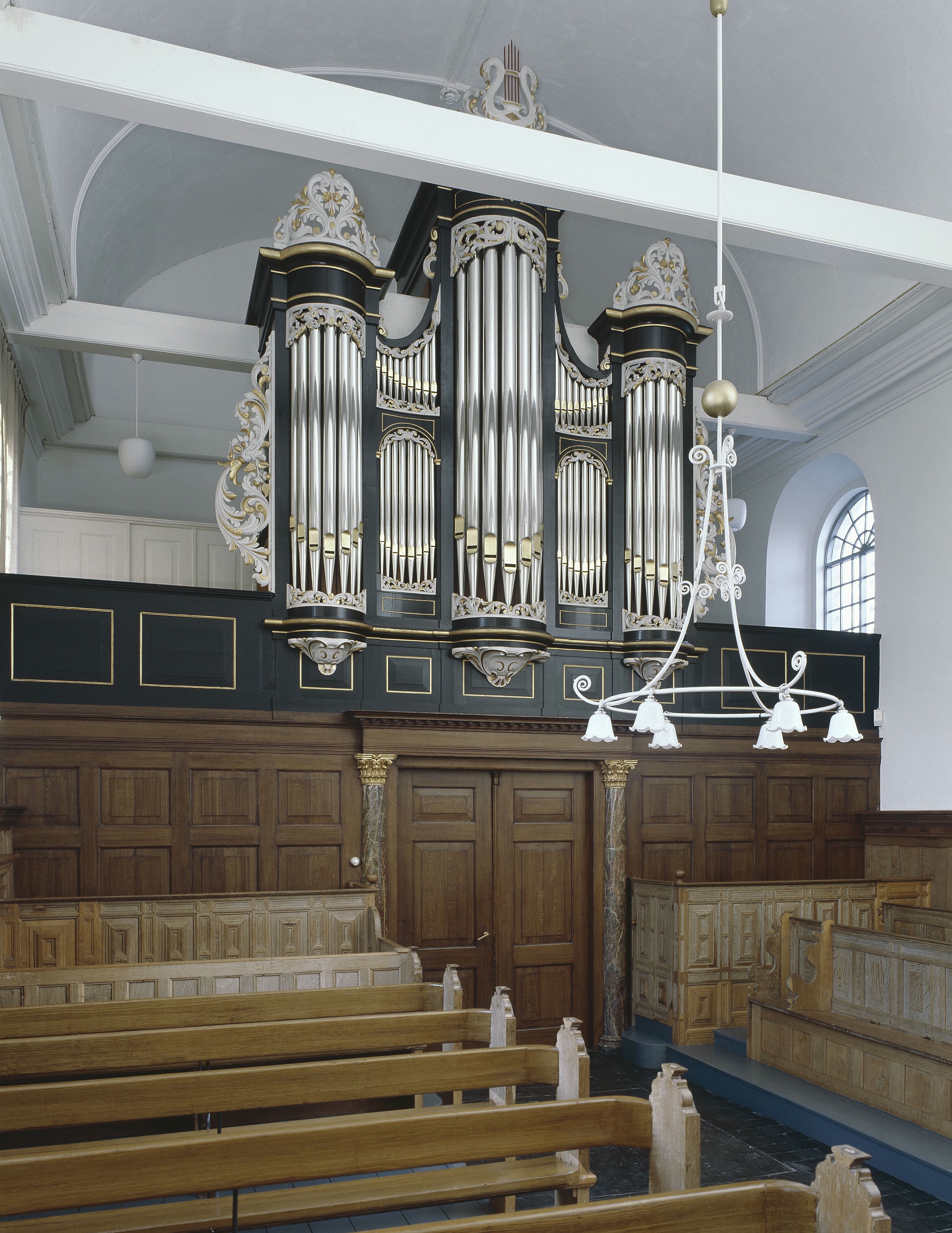
Het Bakker & Timmenga-orgel van de Pauluskerk te Oudkerk

#### Orgel
Het orgel is in 1883 gemaakt door de firma Bakker & Timmenga uit Leeuwarden. Het verving destijds een orgel uit 1646 van de hand van Willem Meyndertsz te Berlikum. Dit orgel is in 1884 door Bakker & Timmenga geplaatst in de Sijpekerk te Nieuw-Loosdrecht. Wel zijn nog een deel van het snijwerk en enkele pijpen te zien in het Fries Museum te Leeuwarden. Het orgel is in het bezit van een aangehangen pedaal (C-d') en heeft de volgende dispositie:
| Hoofdwerk (C-f3) |       | Bovenwerk (C-f3) |   |
| ---------------- | ----- | ---------------- | - |
| Bourdon          | 16    | Roerfluit        | 8 |
| Prestant         | 8     | Salicionaal      | 8 |
| Holpijp          | 8     | Viola di Gamba   | 8 |
| Octaaf           | 4     | Salicet          | 4 |
| Roerfluit        | 4     | Fluit Harmoniek  | 4 |
| Quint            | 3     | Woudfluit        | 2 |
| Octaaf           | 2     | Tremulant        |   |
| Cornet           | 3 st. |                  |   |
| Basson           | 8 B   |                  |   |
| Trompet          | 8 D   |                  |   |